# Achaius flavorufus
Achaius flavorufus là một loài tò vò trong họ Ichneumonidae.